# 薬師寺 (美濃市)
薬師寺（やくしじ）は岐阜県美濃市曽代にある薬師如来を本尊とする真言宗の寺院。山号は医王山。中濃八十八ヶ所霊場第30番札所である。
神亀5年（728年）に泰澄が開き本堂は元禄9年（1696年）に再建されたものと伝わるがそれを裏付ける記録は残っていない。堂内には本尊の他に十二神将と不動明王ならびに弘法大師を祀っている。また、境内地には臨済宗妙心寺派で梅龍寺末の補陀山観音寺があるが、こちらも来歴が不明である。観音寺には本尊聖観世音菩薩と円空作の観世音菩薩像があり、美濃市の重要文化財に指定されている。